# Corralillos, Veracruz
Corralillos är en ort i Mexiko.   Den ligger i kommunen Coatzintla och delstaten Veracruz, i den sydöstra delen av landet, 200 km nordost om huvudstaden Mexico City. Corralillos ligger 80 meter över havet och antalet invånare är 1 328.
Terrängen runt Corralillos är platt åt sydost, men åt nordväst är den kuperad. Runt Corralillos är det ganska tätbefolkat, med 166 invånare per kvadratkilometer. Närmaste större samhälle är Poza Rica de Hidalgo, 8,9 km nordost om Corralillos. Omgivningarna runt Corralillos är en mosaik av jordbruksmark och naturlig växtlighet.